# Pildești
Pildești – wieś w Rumunii, w okręgu Neamț, w gminie Cordun. W 2011 roku liczyła 3359 mieszkańców.